# Columba de Roma
Columba de Roma, más conocida como Santa Columba de Roma fue una santa de la Iglesia católica del siglo III.
Columba nació en Roma durante el siglo III, en época de Diocleciano. Cuenta la leyenda que Columba mereció ese nombre, dado por sus padres, "porque en su rostro de ángel parecía reflejarse todo el candor y la simplicidad de la paloma". Columba tenía poco más de doce años cuando arreciaron las persecuciones ordenadas el 24 de febrero de 303 contra los cristianos por Diocleciano.
Entre los primeros detenidos estuvieron Columba y sus padres. Cómo Columba siguió defendiendo sus creencias, fue sometida a terribles tormentos y finalmente murió perdonando a sus captores, ante el asombro de sus verdugos. Los cristianos recogieron en secreto sus restos y fueron depositados en un nicho de las catacumbas de San Calixto, cubriéndolos de un mármol con la leyenda Columba puella... Allí permanecieron hasta principios del siglo XIX, en que los recogió el famoso arqueólogo canónigo Boldetti, que custodiaba las catacumbas romanas, y los envió al santuario que en Anagni (Italia), tienen las monjas cistercienses. En 1911, Daniel Figueroa, párroco de San José de Flores, en Buenos Aires, obtuvo del obispo de Anagni, monseñor Antonio Sardi, la donación de las reliquias con el objeto de transformar la Iglesia de San José de Flores en Basílica.